# フラ・マウロの世界図

「フラ・マウロの世界図」の全体。現在の地図とは異なり、南が上になっている。

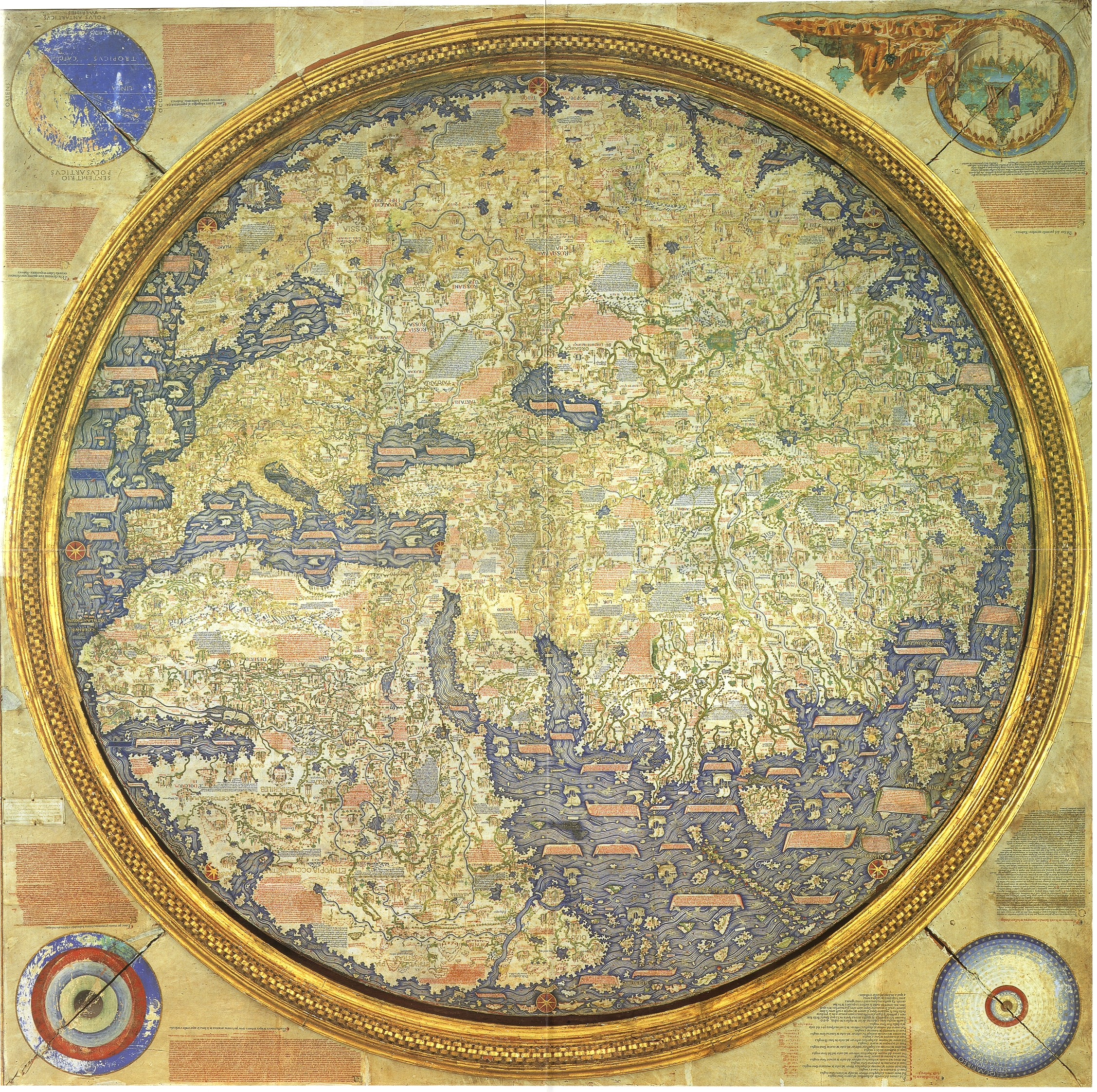
北を上になるように、地図を逆さにしてみたもの。アジア、ヨーロッパ、アフリカが描かれているのが分かる。

フラ・マウロの世界図（フラ・マウロのせかいず、伊: Mappamondo [Planisfero] di Fra Mauro）は、15世紀半ばに、ヴェネツィアの修道士フラ・マウロが製作した旧世界の地図である（マッパ・ムンディ）。フラ・マウロの（世界）地図とも呼ばれる。直径約2mほどの正円の羊皮紙に描かれ、木枠にはめられている。15世紀後半に復興するプトレマイオス地図学以前の、すなわち、中世の地図作成技術の偉大な記念碑と位置づけられている。

## 概要
ポルトガル王アフォンソ5世の依頼で、フラ・マウロはこの地図の複製を、船乗りの地図製作者アンドレア・ビアンコと共に制作している。1459年4月に完成してポルトガルに送られたが、現存していない。
この地図は、フラ・マウロが属するカマルドリ会の地図製作所があったムラーノ島のサン・ミケーレ修道院（San Michele di Murano）で発見された。現在はヴェネツィアの国立マルチャーナ図書館の階段部分に収められているが、コッレール博物館からも、係員に申し込めば、東端の部屋からここに行くことができる。
ローマ教区総代理であったプラチド・ズルラの研究(1806年)以来、この地図は、数々の地図学の専門家によって研究されている。2006年には、ピエロ・ファルケッタによる校訂版が出ている。

## 地図の解説
プトレマイオスの影響を受ける近代地図と異なり、同図はイスラムの地図伝統と同じく、南が上になっている。フラ・マウロはプトレマイオスの地図を熟知していたが、それが不十分であると同図の中に次のように記している。
私がプトレマイオスの『地理学』には倣わないとしても、彼を傷つけることになるとは思われない。彼（の地図）の経線、緯線、あるいはその度を見てみるなら、周辺部の、既知である土地の外の土地の提示に関しては、プトレマイオスが多くの地方を記さずに省いたことは必要なことであったろう。しかし、主に南から北への緯線（方向）において、彼（の地図）にはたくさんの未知の土地 terra incognita があった。彼の時代には知られていなかったのである。
しかしフラ・マウロは、プトレマイオスを通じて東方の広がりも知っていたので、それ以前には世界地図の中心に位置づけられていたエルサレムを中心から外した。
エルサレムは確かに、緯度からいえば人間が住む世界の中心であるが、経度からいえば、やや西にある。しかし西の部分はヨーロッパであるために、より人が密集して住んでおり、それ故に、空所を考慮せずに人口密度を考慮するなら、エルサレムは経度的にも中心である。
中世の学者の間では一般的であったことだが、フラ・マウロもまた、世界が球であると認識していた。しかし、円盤型の枠内に海に囲まれた大陸を描くという慣習に倣っている。他方、世界の大きさについては、分かっていなかった。
なおまた私は、周辺部についての様々な意見を見つけたものの、それらを確かめることは出来ない。様々な考察や意見によれば、22,500ミリオ、あるいは24,000ミリオ、それ以上ともそれ以下とも言われているが、それらは実験されているわけではないので、あまり信頼できるものではない。
「ミリオ miglia 」は英語でいう「マイル」に当たり、1592年までは正確に規格化されてはいなかったので、ここで意図されている大きさは曖昧ではある（なお、地球の平均円周は現在でいうと 24,880マイル）。
同図内に記されている居住地（城や街）や山などの、その地誌も重要である。

### アフリカ

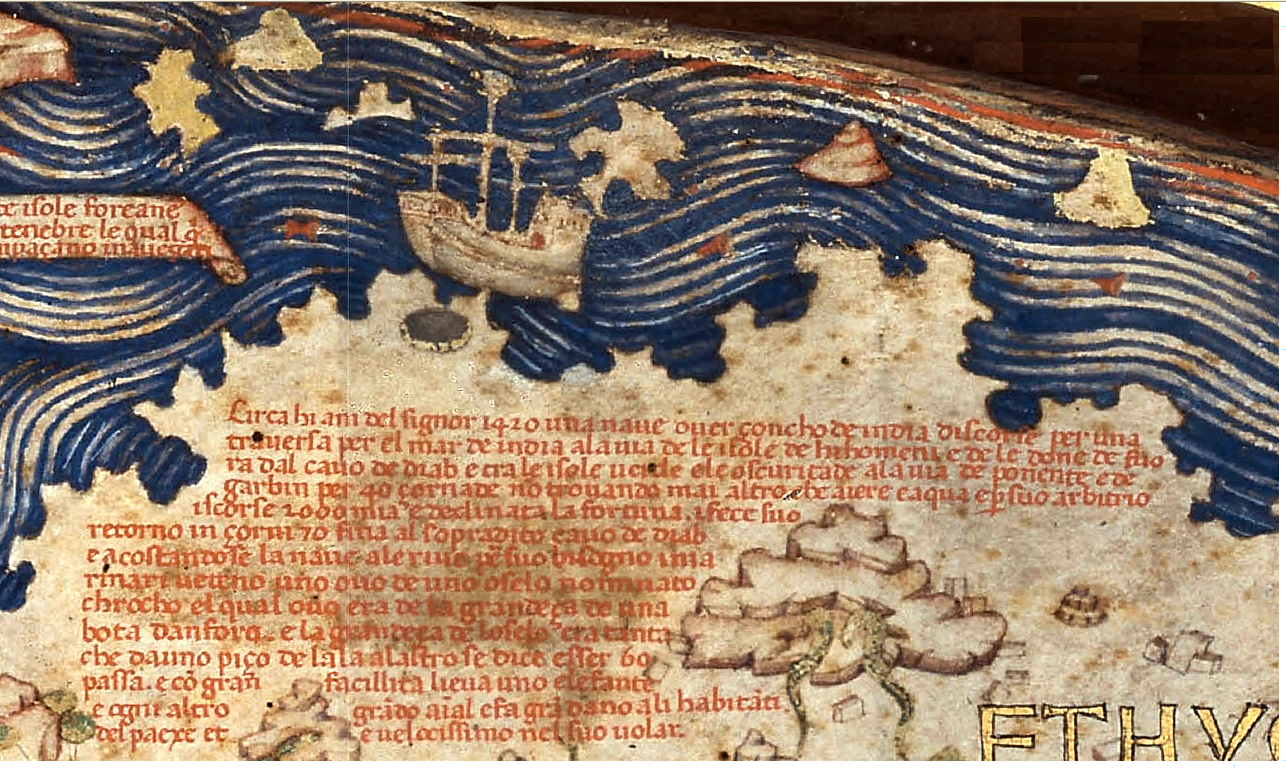
同図のアフリカの南端部。1420年のジャンク船による探検が、船の絵と共に記されている。

アフリカに関しては、比較的正確に描かれている。フラ・マウロは、アフリカの端（つまり喜望峰のあたり）をディアブ(Diab)岬と名付け、1420年ごろの東洋からの探検航海に触れながら、ここに次のように記している。

1420年ごろ、一隻のインドの船あるいはジャンクが、インド洋を渡り、男と女たちの島々に向けて、ディアブ岬を越え、緑の島々と闇（の海）を越えていった。40日の間、船は西と南西に帆走したが、風と海のほかには何も見つけられなかった。彼らの推定によれば、船は2000マイルほど進んだ。やがて状況が悪くなってきたので、70日間かけて前述のディアブ岬に戻ったという。

この話についてフラ・マウロは、この遠征に参加していた「信頼できる出所」からの情報であると説明しているが、この人物は、ちょうどこの時期にインドのカルカッタにいた、ヴェネツィアの探検家ニッコロ・ダ・コンティかもしれない。
このアフリカの南端の辺りの島嶼名には、Nebila（アラビア語で「祝い」または「美しい」）、Mangla （サンスクリット語で「幸いな」）といった具合に、アラビア語やインドの言語による名前が付けられているものもある。一般には、これらの島嶼が、前述の「男と女たちの島々」であると考えられている。マルコ・ポーロが伝えている古いアラビアの伝説によれば、この島嶼の一つには男だけが住んでいて、その他の島々には女だけが住んでいた。そして男女は婚姻のために、年に一度だけ会うのだという。その位置については良く分からず、フラ・マウロによる推定位置は、多くの可能性の中の一つに過ぎない。マルコ・ポーロ自身は、ソコトラ島の周辺と考えており、また、他の中世の地図製作者は、東南アジアのシンガポールかフィリピンの近くに位置させている。もっとも、この島嶼に関しては空想のものと考えるのが普通である。
フラ・マウロはまた、この話と、古典古代のキュジコスのエウドクソスのアラビアから南極海を経てジブラルタルへ至る旅の話（ストラボーン著『地理誌』に記されている）によって、インド洋は閉じた海ではないこと、そしてアフリカが南端を経由して一周できることを信じる至ったと記している(同地図内のテキストより 11, G2)。この知識と、同地図の海に囲まれているアフリカ大陸の描写は、ポルトガル人によるアフリカ大陸一周の航海を強く推し進めたのかも知れない。

### 日本
同図は、日本が描かれている西洋の地図としては最初期のものに属する（デ・ヴィルガの世界地図に倣った可能性がある）。恐らく九州と思われる日本列島の一部がジャワ島の下に描かれ、Isola de Cimpagu （Cipangu の誤綴り）と書かれている。

## 起源

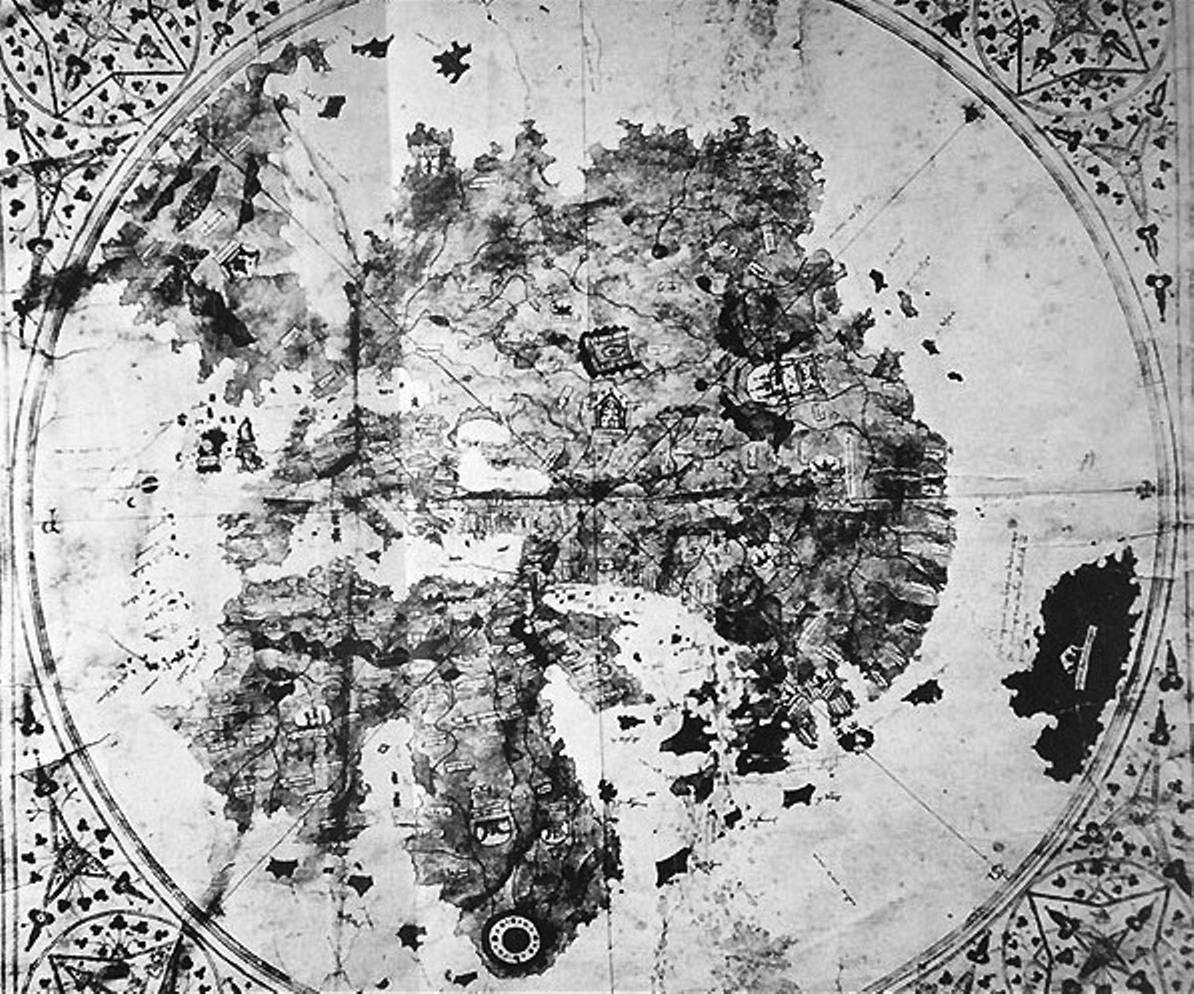
The デ・ヴィルガの世界地図 (1411-1415).

ピエロ・ファルケッタが述べているように、この地図には沢山の地理学上の知識が反映されており、そのために直接の情報源を特定できず、実際に、現存する同時代の西洋の地図や写本には、類似するものが見当たらない。
このことは、彼の地図の情報源の重要なものとしては、現存する地図や写本のほかに、ヴェネツィア人や外国人の旅行者による口承の情報があった可能性を示している。ヴェネツィアは、そういった人々が集まる地であった。口承の情報に重きをおいていることは、実際に同地図の記述内から読み取ることができる。 先行するデ・ヴィルガの世界図(1411–1415年)も、大まかに見るなら、フラ・マウロと同じように旧世界を描いていて、この地図もフラ・マウロは参照していたかもしれない。
マルコ・ポーロの『東方見聞録』は、特に極東地域に関しては、最も重要な情報源の一つであったと考えられている。フラ・マウロは恐らくアラビア系の情報にも頼っていた。そのことは、南が上の作図法（イドリースィーによって模範化された）や、アフリカの南東海岸の詳細な情報（1430年代に、エチオピア大使館からローマにもたらされた）に示唆されている。

## 画像

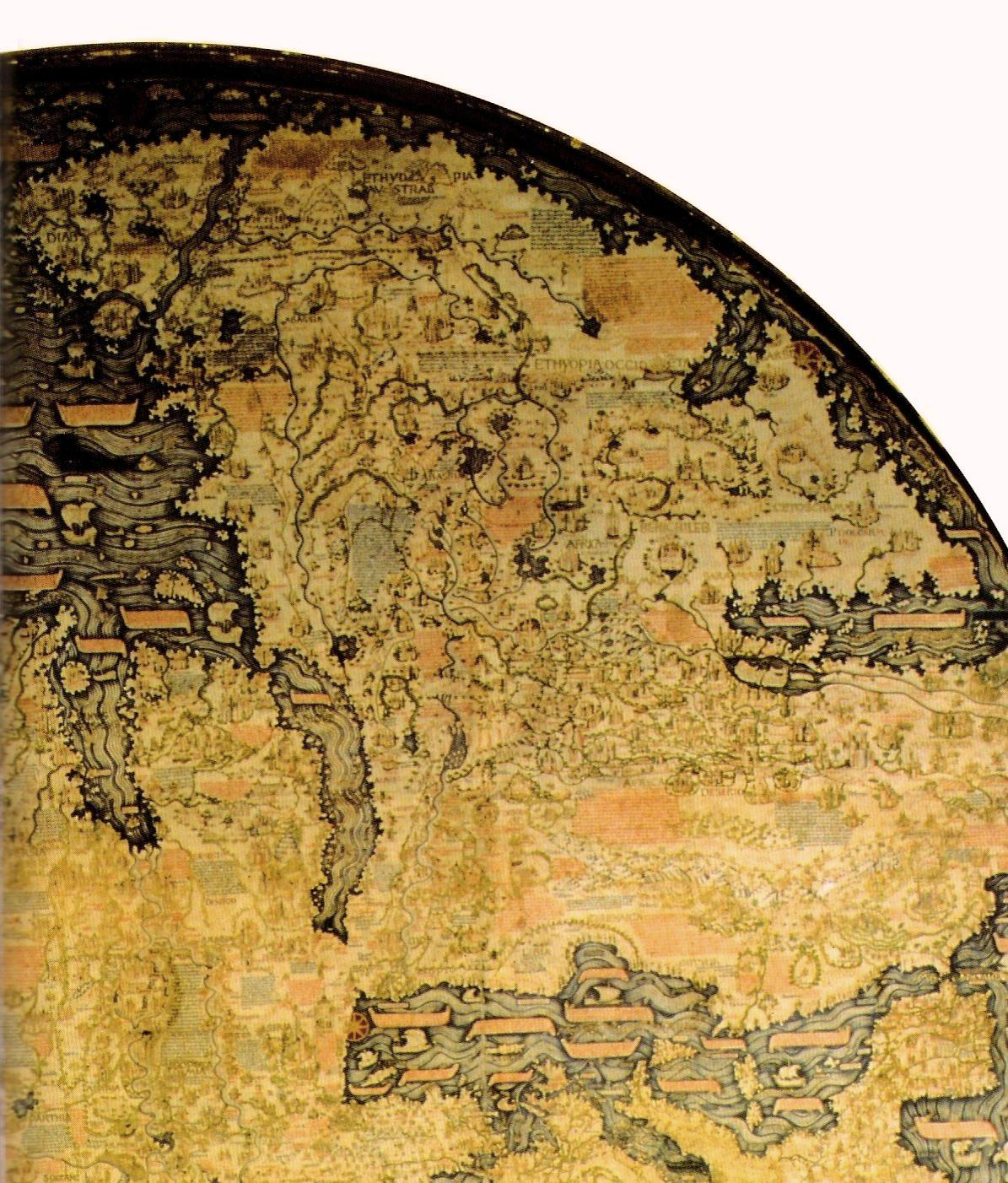
アフリカ部分の拡大。「ディアブ岬」を地図の最南端に位置させている。
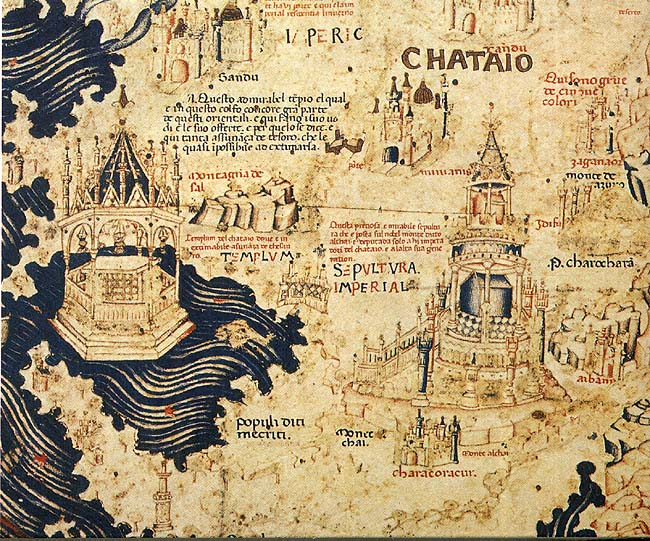
中国。
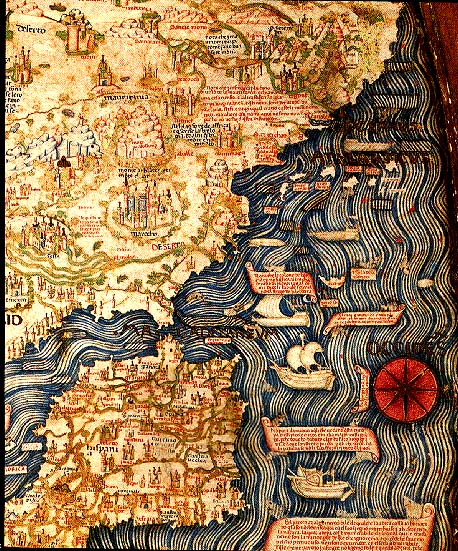
スペイン、ポルトガル、北アフリカ。
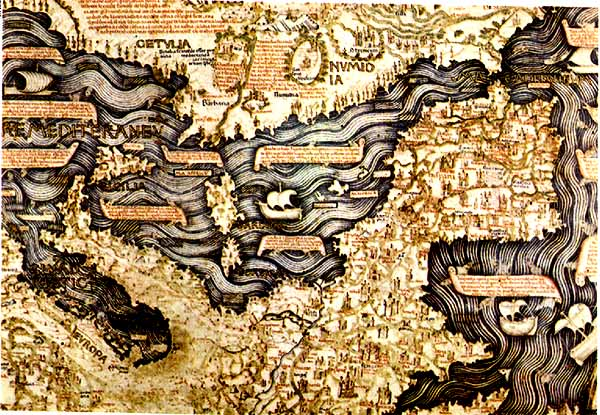
ヨーロッパ。
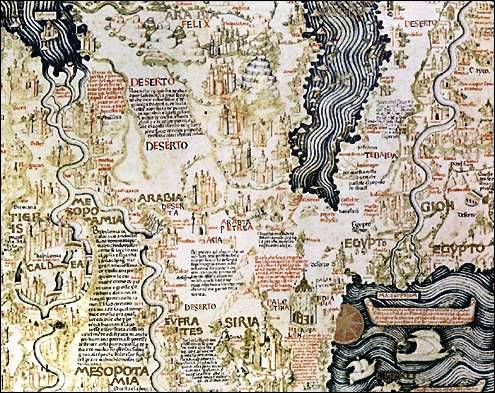
中東。
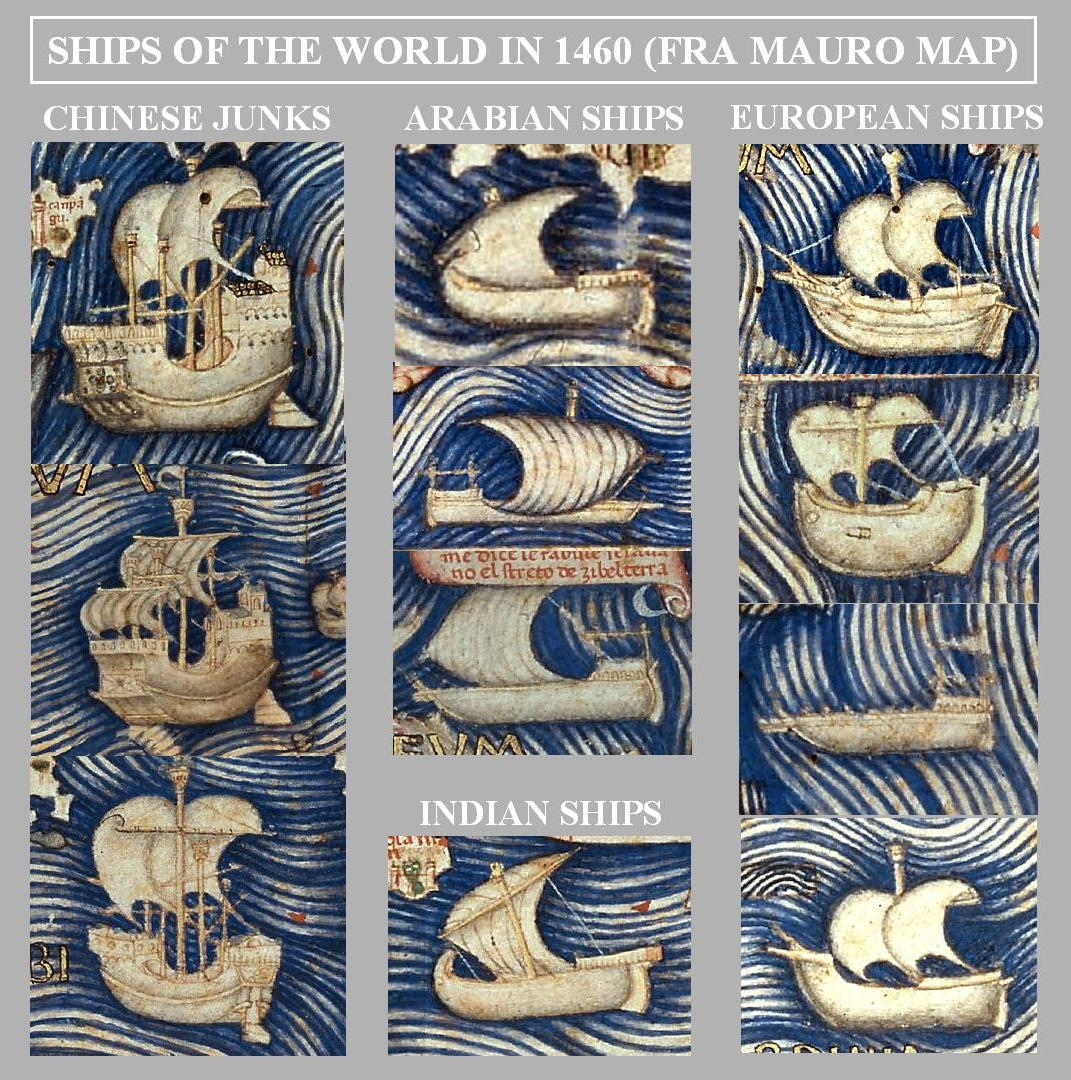
同地図に描かれた船を切り取った比較図。中国のジャンク船が大きく描かれている。
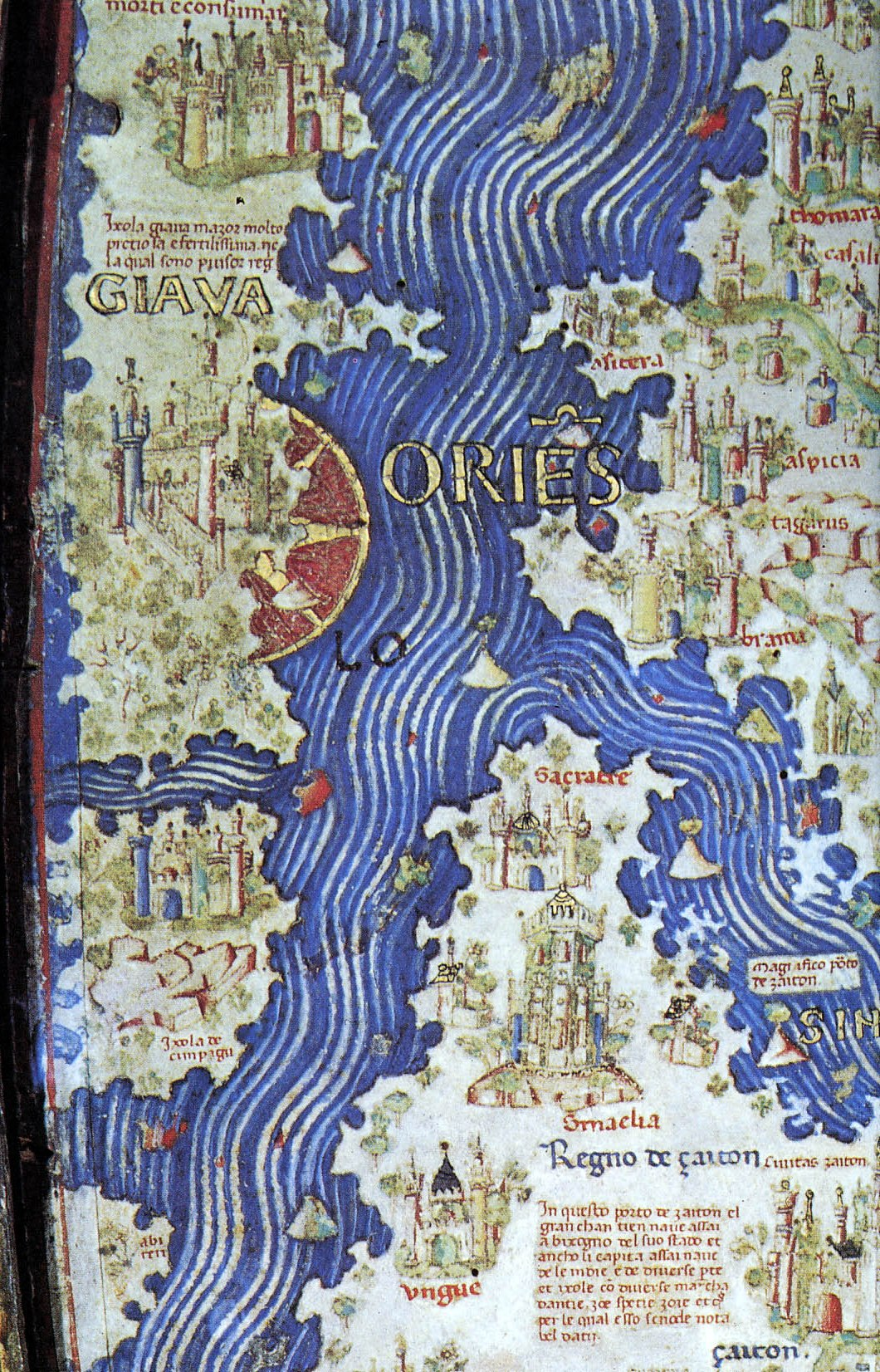
ジャワ（Giava）。西洋の地図においては、この地図で初めて現れた。
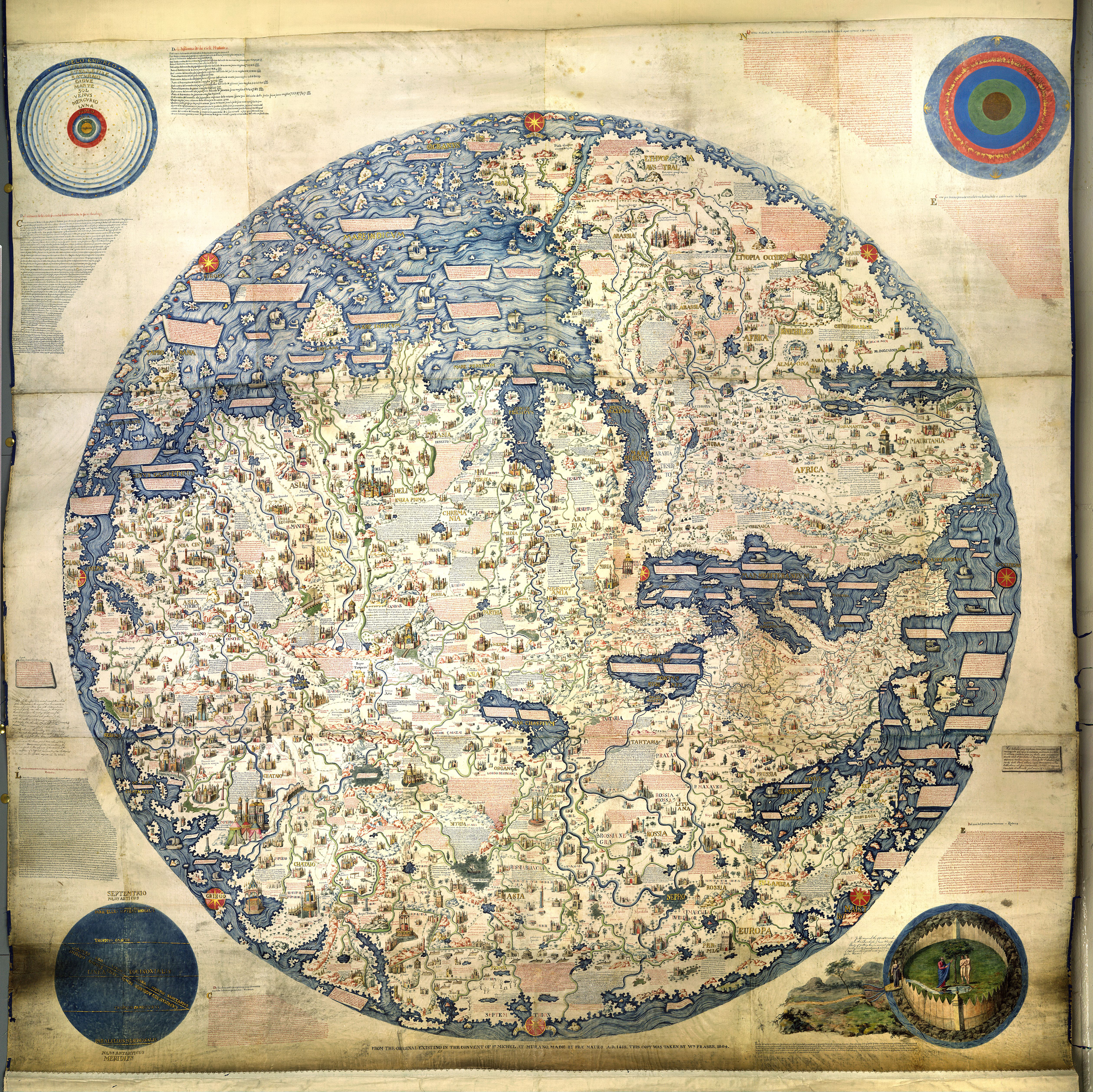
W. フレイザーによる1804年の複製図。